# Gabrielle Aplin-diszkográfia
Gabrielle Aplin angol énekes-dalszerzőnek 4 stúdióalbuma, 9 középlemeze és 30 kislemeze jelent meg. Első, Acoustic című középlemeze 2010. szeptember 13-án jelent meg az iTunes Store-ban, a Never Fade-et pedig 2011. május 9-én adták ki. 2011 áprilisában szerepelt a BBC Music Introducing műsorában, 2012. január 9-én pedig megjelent Home című kislemeze. 29-én a Parlophone-nal szerződött, az év novemberében pedig a John Lewis & Partners reklámjában szerepelt a brit kislemezlista első helyére került Frankie Goes to Hollywood-feldolgozása.
2012. december 12-én bejelentette első, English Rain című stúdióalbumát, ami 2013. május 13-án jelent meg. Február 17-én a Radio 1 Chart Show-ban bejelentette Panic Cord kislemezét, ami a brit kislemezlista 19. helyére került. Az English Rain a brit és skót albumlistán is a második helyet érte el. 2014. május 6-án az USA-ban megjelent English Rain középlemeze, amin a stúdióalbum öt száma, valamint Joni Mitchell A Case of You dalának feldolgozása szerepel. A 2015-ben kiadott Light Up the Dark a brit albumlista 14. helyére került.

## Diszkográfia

### Stúdióalbumok
| Cím               | Részletek                                                                                     | Helyezések | Helyezések | Helyezések | Helyezések | Helyezések | Helyezések | Helyezések | Minősítések                |
| Cím               | Részletek                                                                                     | UK         | AUS        | BEL        | IRE        | NZ         | SPA        | SCO        | Minősítések                |
| ----------------- | --------------------------------------------------------------------------------------------- | ---------- | ---------- | ---------- | ---------- | ---------- | ---------- | ---------- | -------------------------- |
| English Rain      | - Megjelent: 2013. május 13. - Kiadó: Parlophone - Formátum: CD, LP, digitális                | 2          | 10         | 55         | 11         | 39         | 33         | 2          | - BPI: Arany - ARIA: Arany |
| Light Up the Dark | - Megjelent: 2015. szeptember 18. - Kiadó: Parlophone - Formátum: CD, LP, digitális           | 14         | 38         | 166        | 41         | –          | –          | 15         | –                          |
| Dear Happy        | - Megjelent: 2020. január 27. - Kiadó: Never Fade Records, AWAL - Formátum: CD, LP, digitális | 24         | –          | –          | –          | –          | –          | 15         | –                          |
| Phosphorescent    | - Megjelent: 2023. január 23. - Kiadó: Never Fade Records - Formátum: CD, LP, digitális       | 15         | –          | –          | –          | –          | –          | 3          | –                          |

### Koncertalbumok
| Cím                                   | Részletek                                                                   |
| ------------------------------------- | --------------------------------------------------------------------------- |
| Gabrielle Aplin: iTunes Festival 2012 | - Megjelent: 2012. szeptember 17. - Kiadó: Parlophone - Formátum: digitális |
| Gabrielle Aplin: Live at Koko         | - Megjelent: 2013. május 1. - Kiadó: Parlophone - Formátum: digitális       |
| Gabrielle Aplin: iTunes Festival 2013 | - Megjelent: 2013. október 7. - Kiadó: Parlophone - Formátum: digitális     |

### Középlemezek
| Cím                          | Részletek                                                                                            |
| ---------------------------- | --- |
| Acoustic                     | - Megjelent: 2010. szeptember 13. - Kiadó: Never Fade Records - Formátum: CD, digitális              |
| Never Fade                   | - Megjelent: 2011. május 9. - Kiadó: Never Fade Records - Formátum: CD, digitális                    |
| Home                         | - Megjelent: 2012. január 9. - Kiadó: Never Fade Records - Formátum: CD, digitális                   |
| English Rain                 | - Megjelent: 2014. május 6. (USA) - Kiadó: Never Fade Records, Warner Bros - Formátum: CD, digitális |
| Miss You                     | - Megjelent: 2016. december 16. - Kiadó: Never Fade Records - Formátum: CD, LP, digitális            |
| Avalon                       | - Megjelent: 2017. október 6. - Kiadó: Never Fade Records - Formátum: CD, digitális                  |
| December (Hannah Grace-szel) | - Megjelent: 2018. december 4. - Kiadó: Never Fade Records - Formátum: digitális                     |
| Phosphorescent Extended      | - Megjelent: 2023. július 7. - Kiadó: Never Fade Records - Formátum: digitális                       |
| Writers Block Pt 1           | - Megjelent: 2024. április 18. - Kiadó: Never Fade Records - Formátum: digitális                     |

### Kislemezek
| Cím                                                       | Album                            | Év   | Helyezések | Helyezések | Helyezések | Helyezések | Helyezések | Helyezések | Helyezések | Minősítések                    |
| Cím                                                       | Album                            | Év   | UK         | AUS        | AUT        | BEL (Fl)   | IRE        | NZ         | SCO        | Minősítések                    |
| --------------------------------------------------------- | -------------------------------- | ---- | ---------- | ---------- | ---------- | ---------- | ---------- | ---------- | ---------- | ------------------------------ |
| The Power of Love (Frankie Goes to Hollywood-feldolgozás) | English Rain                     | 2012 | 1          | 5          | 75         | 44         | 20         | –          | 3          | - BPI: Platina - ARIA: Platina |
| Please Don’t Say You Love Me                              | English Rain                     | 2013 | 6          | 3          | –          | 48         | 27         | –          | 5          | - BPI: Arany - ARIA: Platina   |
| Panic Cord                                                | English Rain                     | 2013 | 19         | –          | –          | 60         | 77         | –          | 19         | –                              |
| Home                                                      | English Rain                     | 2013 | 48         | –          | –          | –          | –          | –          | –          | - BPI: Ezüst                   |
| Salvation                                                 | English Rain                     | 2014 | 122        | 60         | –          | –          | –          | –          | –          | –                              |
| Light Up the Dark                                         | Light Up the Dark                | 2015 | –          | –          | –          | –          | –          | –          | –          | –                              |
| Sweet Nothing                                             | Light Up the Dark                | 2015 | 178        | –          | –          | –          | –          | –          | 63         | –                              |
| Miss You                                                  | Miss You                         | 2016 | –          | –          | –          | –          | –          | –          | 47         | –                              |
| Waking Up Slow                                            | Avalon                           | 2017 | –          | –          | –          | –          | –          | –          | 51         | –                              |
| My Mistake                                                | Dear Happy                       | 2018 | –          | –          | –          | –          | –          | –          | –          | –                              |
| Nothing Really Matters                                    | Dear Happy                       | 2019 | –          | –          | –          | –          | –          | –          | –          | –                              |
| Losing Me (JP Cooperrel)                                  | Dear Happy                       | 2019 | –          | –          | –          | –          | –          | 31         | –          | –                              |
| Miss You 2 (Nina Nesbittel)                               | –                                | 2020 | –          | –          | –          | –          | –          | 30         | –          | –                              |
| Good Days Bad Days (Anna Strakerrel)                      | –                                | 2020 | –          | –          | –          | –          | –          | –          | –          | –                              |
| When the Lights Go Out                                    | –                                | 2020 | –          | –          | –          | –          | –          | 34         | –          | –                              |
| Just Like Christmas                                       | –                                | 2021 | –          | –          | –          | –          | –          | –          | –          | –                              |
| Skylight                                                  | Phosphorescent                   | 2021 | –          | –          | –          | –          | –          | –          | –          | –                              |
| Call Me                                                   | Phosphorescent                   | 2022 | –          | –          | –          | –          | –          | –          | –          | –                              |
| Don't Know What I Want                                    | Phosphorescent                   | 2022 | –          | –          | –          | –          | –          | –          | –          | –                              |
| Never Be the Same                                         | Phosphorescent                   | 2022 | –          | –          | –          | –          | –          | –          | –          | –                              |
| Don’t Say                                                 | Phosphorescent                   | 2022 | –          | –          | –          | –          | –          | –          | –          | –                              |
| Side By Side (Hugh Laurie-vel)                            | The Amazing Maurice              | 2022 | –          | –          | –          | –          | –          | –          | –          | –                              |
| Good Enough                                               | Phosphorescent                   | 2022 | –          | –          | –          | –          | –          | –          | –          | –                              |
| Anyway (Gavin Jamesszel)                                  | Phosphorescent Extended          | 2023 | –          | –          | –          | –          | –          | –          | –          | –                              |
| Just Because I’m Okay                                     | Phosphorescent Extended          | 2023 | –          | –          | –          | –          | –          | –          | –          | –                              |
| Fake Plastic Trees (Radiohead-feldolgozás)                | Writers Block Pt 1               | 2023 | –          | –          | –          | –          | –          | –          | –          | –                              |
| Place Your Hands (Reef-feldolgozás)                       | Writers Block Pt 1               | 2024 | –          | –          | –          | –          | –          | –          | –          | –                              |
| My Hero (Foo Fighters-feldolgozás)                        | Writers Block Pt 1               | 2024 | –          | –          | –          | –          | –          | –          | –          | –                              |
| If It Makes You Happy (Sheryl Crow-feldolgozás)           | Writers Block Pt 1               | 2024 | –          | –          | –          | –          | –          | –          | –          | –                              |
| Lost Without You (Kidnappel)                              | Something Lost, Something Gained | 2024 | –          | –          | –          | –          | –          | –          | –          | –                              |

#### Közreműködőként
| Cím                         | Előadó         | Album                  | Év   |
| --------------------------- | -------------- | ---------------------- | ---- |
| That Girl                   | Salute         | –                      | 2017 |
| Dream Enough                | George Kwali   | –                      | 2017 |
| Change                      | Tsha           | Flowers                | 2020 |
| Imagining                   | Michael Calfan | –                      | 2021 |
| That’s Exactly What Love Is | The Coronas    | Thoughts & Observation | 2024 |

### Vendégszereplések
| Cím                 | Előadó                         | Album                              | Év   |
| ------------------- | ------------------------------ | ---------------------------------- | ---- |
| Dreams              | Bastille                       | Other People’s Heartache Pt. 2     | 2012 |
| Droplets            | Lewis Watson                   | Some Songs with Some Friends       | 2013 |
| Feet on the Ground  | Luke Fono                      | Kinetic                            | 2016 |
| Dancing in the Dark | Trevor Horn The Sarm Orchestra | Reimagines the Eighties            | 2019 |
| Everyone Changes    | Kodaline                       | One Day At A Time (deluxe)         | 2020 |
| Circles             | Passenger                      | All The Little Lights (évfordulós) | 2023 |

### Videóklipek
| Cím                          | Év   |
| ---------------------------- | ---- |
| The Power of Love            | 2012 |
| Please Don’t Say You Love Me | 2012 |
| Panic Cord                   | 2013 |
| Home                         | 2013 |
| Salvation                    | 2013 |
| Light Up the Dark            | 2015 |
| Sweet Nothing                | 2015 |
| Miss You                     | 2016 |
| Waking Up Slow               | 2017 |
| My Mistake                   | 2018 |
| Nothing Really Matters       | 2019 |
| Kintsugi                     | 2019 |
| Losing Me                    | 2019 |
| Like You Say You Do          | 2019 |
| Miss You 2                   | 2020 |

## Fordítás
- Ez a szócikk részben vagy egészben  a   Gabrielle Aplin discography című angol Wikipédia-szócikk ezen változatának fordításán alapul.  Az eredeti cikk szerkesztőit annak laptörténete sorolja fel. Ez a jelzés csupán a megfogalmazás eredetét és a szerzői jogokat jelzi, nem szolgál a cikkben szereplő információk forrásmegjelöléseként.